# Pleucadeuc
Pleucadeuc är en kommun i departementet Morbihan i regionen Bretagne i nordvästra Frankrike. Kommunen ligger i kantonen Questembert som tillhör arrondissementet Vannes. År 2022 hade Pleucadeuc 1 850 invånare.

## Befolkningsutveckling
Antalet invånare i kommunen Pleucadeuc
| Referens: INSEE |